# Tubthumping
"Tubthumping" (hay còn được biết đến là "I Get Knocked Down" trích từ câu hát đầu tiên) là một bài hát được sáng tác và thu âm bởi ban nhạc rock Anh quốc Chumbawamba cho album phòng thu thứ tám của họ, Tubthumper (1997). Nó được phát hành vào ngày 11 tháng 8 năm 1997 như là đĩa đơn đầu tiên trích từ album bởi EMI ở Vương quốc Anh và Universal Records ở Hoa Kỳ. Đây là một bản dance-rock với nội dung liên quan đến những thông điệp chính trị, trong đó đề cập đến một người phản đối việc chống biểu tình trên đường phố Anh quốc và nhiều sự kiện liên quan như Vụ kiện McLibel và câu chuyện ngắn "The Loneliness of the Long Distance Runner". Năm 2003, một phiên bản phối lại của bài hát được thực hiện bởi The Flaming Lips và Dave Fridmann đã được phát hành như là một đĩa CD quảng bá.
Sau khi phát hành, "Tubthumping" nhận được những phản ứng trái chiều từ các nhà phê bình âm nhạc, trong đó họ cho rằng đây là một trong những bài hát mang ít thông điệp chính trị nhất của Chumbawamba. Nó cũng nhận được một đề cử giải Brit cho Đĩa đơn Anh quốc xuất sắc nhất tại lễ trao giải thường niên lần thứ 18. Tuy nhiên, bài hát đã gặt hái những thành công vượt trội về mặt thương mại, đứng đầu các bảng xếp hạng ở Úc, Canada, Ireland, Ý và New Zealand, và lọt vào top 10 ở nhiều quốc gia khác, bao gồm vươn đến top 5 ở Thụy Điển và Vương quốc Anh. Tại Hoa Kỳ, nó đạt vị trí thứ sáu trên bảng xếp hạng Billboard Hot 100, trở thành đĩa đơn đầu tiên và duy nhất của họ lọt vào bảng xếp hạng.
Video ca nhạc cho "Tubthumping" được đạo diễn bởi Ben Unwin, trong đó Chumbawamba hóa thân thành những vị khách trong một quán ăn, bên cạnh những cảnh một video nhóm đang trình diễn bài hát được phát trên tivi của quán. Nó đã nhận được một đề cử tại Giải Video âm nhạc của MTV năm 1998 ở hạng mục Nghệ sĩ mới xuất sắc nhất. Để quảng bá bài hát, nhóm đã trình diễn bài hát trên nhiều chương trình truyền hình và lễ trao giải lớn, bao gồm Top of the Pops, The Tonight Show with Jay Leno và giải Brit năm 1998. Được đánh giá như là bài hát trứ danh của Chumbawamba, "Tubthumping" đã xuất hiện trong nhiều tác phẩm điện ảnh và truyền hình, như The Simpsons và Family Guy. Bài hát cũng được hát lại và nhại lại bởi một số nghệ sĩ, bao gồm Twenty One Pilots và "Weird Al" Yankovic.

## Danh sách bài hát
Đĩa CD tại châu Âu
1. "Tubthumping" – 3:33
2. "Farewell to the Crown" (hợp tác với Oysterband) – 2:57

Đĩa CD tại Anh quốc
1. "Tubthumping" – 3:34
2. "Tubthumping" (Butthumping phối) – 5:24
3. "Tubthumping" (Danny Boy phối) – 5:38
4. "Tubthumping" (MAWR phối/Pablo & Lawrie) – 5:11
5. "Tubthumping" (Timeshard phối) – 4:59
6. "Tubthumping" (Timeshard phối) – 5:20

Đĩa CD tại Hoa Kỳ
1. "Tubthumping" – 3:33
2. "Farewell to the Crown" (hợp tác với Oysterband) – 2:57
3. "Football Song" – 2:26
4. "Tubthumping" (Butthumping phối) – 5:23
5. "Tubthumping" (Danny Boy phối) – 5:38

## Xếp hạng
| Bảng xếp hạng (1997-98)              | Vị trí cao nhất |
| ------------------------------------ | --------------- |
| Úc (ARIA)                            | 1               |
| Áo (Ö3 Austria Top 40)               | 14              |
| Bỉ (Ultratop 50 Flanders)            | 9               |
| Bỉ (Ultratop 50 Wallonia)            | 30              |
| Canada (RPM)                         | 1               |
| Canada Adult Contemporary (RPM)      | 1               |
| Canada Rock/Alternative (RPM)        | 1               |
| Châu Âu (European Hot 100 Singles)   | 8               |
| Pháp (SNEP)                          | 38              |
| Đức (Official German Charts)         | 11              |
| Ireland (IRMA)                       | 1               |
| Ý (FIMI)                             | 1               |
| Hà Lan (Dutch Top 40)                | 10              |
| Hà Lan (Single Top 100)              | 16              |
| New Zealand (Recorded Music NZ)      | 1               |
| Na Uy (VG-lista)                     | 2               |
| Thụy Điển (Sverigetopplistan)        | 6               |
| Thụy Sĩ (Schweizer Hitparade)        | 14              |
| Anh Quốc (OCC)                       | 2               |
| Hoa Kỳ Billboard Hot 100             | 6               |
| Hoa Kỳ Alternative Songs (Billboard) | 1               |
| Hoa Kỳ Adult Pop Airplay (Billboard) | 1               |
| Hoa Kỳ Pop Airplay (Billboard)       | 1               |
| Hoa Kỳ Rhythmic (Billboard)          | 15              |

| Bảng xếp hạng (1997)                  | Vị trí |
| ------------------------------------- | ------ |
| Australia (ARIA)                      | 3      |
| Belgium (Ultratop 50 Flanders)        | 61     |
| Canada (RPM)                          | 24     |
| Canada Adult Contemporary (RPM)       | 57     |
| Canada Rock/Alternative (RPM)         | 10     |
| Europe (European Hot 100 Singles)     | 32     |
| Germany (Official German Charts)      | 69     |
| Italy (FIMI)                          | 13     |
| Netherlands (Dutch Top 40)            | 77     |
| Netherlands (Single Top 100)          | 76     |
| New Zealand (Recorded Music NZ)       | 32     |
| Norway Autumn Period (VG-lista)       | 3      |
| Sweden (Sverigetopplistan)            | 20     |
| UK Singles (Official Charts Company)  | 10     |
| US Billboard Hot 100                  | 69     |
| US Hot Modern Rock Tracks (Billboard) | 37     |
| Bảng xếp hạng (1998)                  | Vị trí |
| Canada Adult Contemporary (RPM)       | 46     |
| US Billboard Hot 100                  | 35     |
| US Adult Top 40 (Billboard)           | 25     |

| Bảng xếp hạng (1990–99)              | Vị trí |
| ------------------------------------ | ------ |
| UK Singles (Official Charts Company) | 49     |

## Chứng nhận
| Quốc gia                                                                           | Chứng nhận  | Số đơn vị/doanh số chứng nhận |
| ---------------------------------------------------------------------------------- | ----------- | ----------------------------- |
| Úc (ARIA)                                                                          | 2× Bạch kim | 140.000^                      |
| New Zealand (RMNZ)                                                                 | Bạch kim    | 10.000*                       |
| Na Uy (IFPI)                                                                       | Bạch kim    | 20,000*                       |
| Thụy Điển (GLF)                                                                    | Vàng        | 15.000^                       |
| Anh Quốc (BPI)                                                                     | Bạch kim    | 880,000                       |
| * Chứng nhận dựa theo doanh số tiêu thụ. ^ Chứng nhận dựa theo doanh số nhập hàng. |             |                               |